# Софиеру
Софиеру (швед. Sofiero) — бывший дворец шведской королевской семьи, расположенный в 5 км к северу от Хельсингборга. Изначально представлял собой хемман под названием Скабелюкке (Skabelycke), который в 1864 году был приобретён шведским кронпринцем Оскаром и его женой Софией Нассау. Строительство дворца было завершено в 1865 году. Современный вид приобрёл в 1876 году уже после восшествия Оскара на престол.

## История
В 1905 году внук Оскара II, принц Густав Адольф, и его жена, кронпринцесса Маргарита Коннаутская, получили этот дворец в качестве свадебного подарка. Они обновили его и разбили большой сад рододендронов, благодаря которому дворец сегодня столь знаменит. Густав Адольф стал королём в 1950 году под именем Густава VI Адольфа, и Софиеру до 1973 года являлся его официальной летней резиденцией. Считалось, что он был любимым дворцом короля. Умерший в 1973 г. в монарх завещал дворец Хельсингборгу.

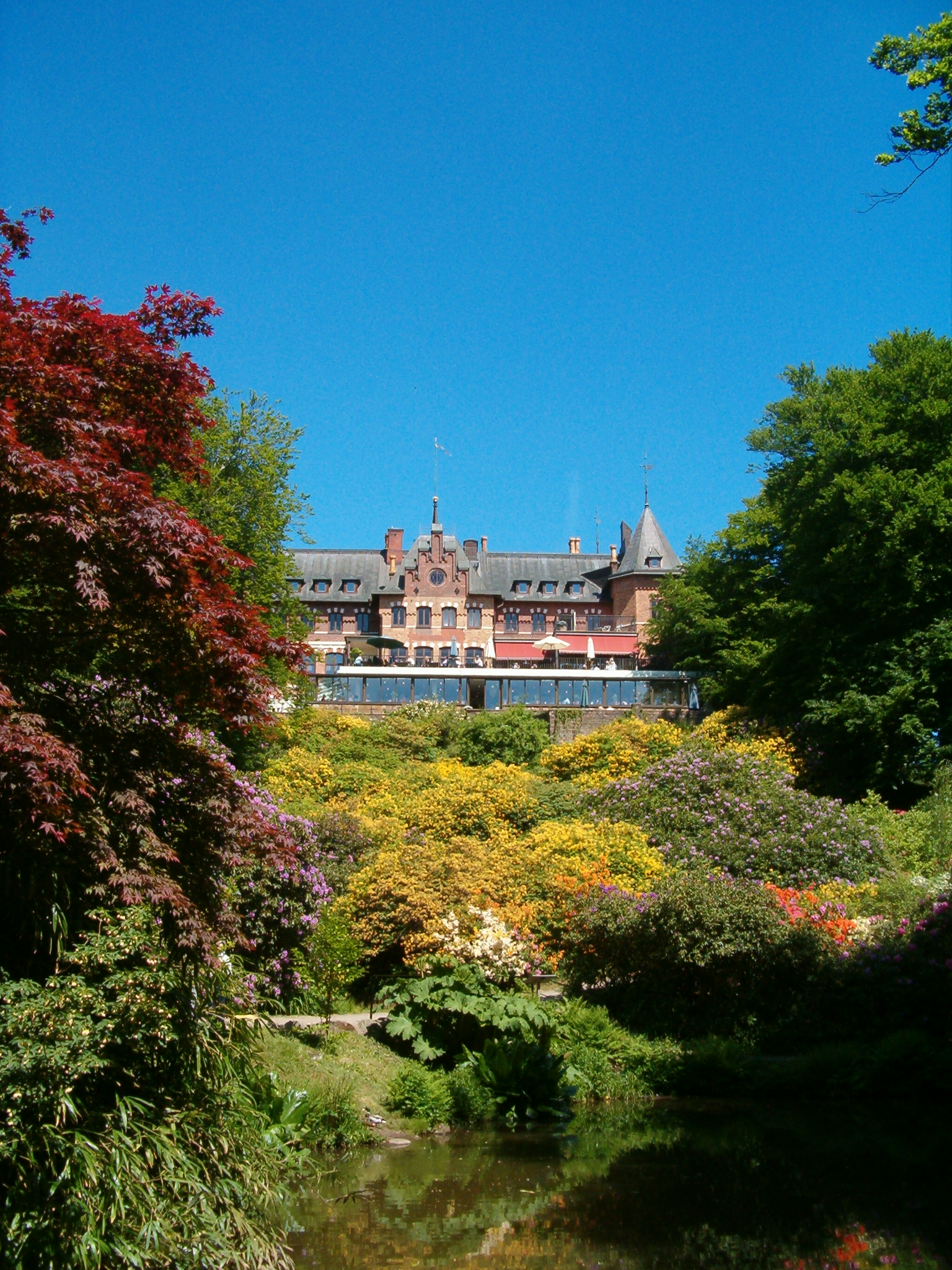
Дворец Софиеру

## Наши дни
Автобус из Хельсингборга ходит до Софиеру несколько раз в час. Сегодня его главной достопримечательностью являются огромные сады с большим количеством местной и завезённой из других мест флоры, собранной по обеим сторонам пролива Эресунн. Стоит упомянуть и клумбы рододендронов, которых в саду более 500 видов. В парке имеется небольшая выставка современного искусства.
Летом на больших травяных полянах устраиваются живые концерты на открытом воздухе, на которых выступают как местные (Пер Гессле, Gyllene Tider), так и зарубежные исполнители и группы (Боб Дилан, Брайан Адамс).
Во дворце расположен ресторан и кафе, иногда его также используют как выставочную галерею. Марка пива, которую выпускает компания «Kopparbergs Brewery», называется «Софиеру».